# Osmorhiza depauperata
Osmorhiza depauperata är en flockblommig växtart som beskrevs av Rodolfo Amando Philippi. Osmorhiza depauperata ingår i släktet Osmorhiza och familjen flockblommiga växter. Inga underarter finns listade i Catalogue of Life.